# رسلان أبيشوف
رسلان أبيشوف (بالأذرية: Ruslan Abışov، مواليد 10 أكتوبر 1987 في باكو، الاتحاد السوفييتي)، لاعب كرة قدم أذربيجاني يلعب لصالح نادي روبين كازان في الدوري الروسي الممتاز.

## وصلات خارجية
- رسلان أبيشوف على موقع الاتحاد الدولي (مؤرشف)  (الإنجليزية)
- رسلان أبيشوف على موقع الاتحاد الأوربي (الإنجليزية)
- رسلان أبيشوف على موقع قاعدة بيانات كرة القدم.إي يو (الإنجليزية)
- رسلان أبيشوف على موقع ناشيونال فوتبول تيمز (الإنجليزية)
- رسلان أبيشوف على موقع Soccerway.com (الإنجليزية)
- رسلان أبيشوف على موقع عالم كرة القدم.نت (الإنجليزية)
- رسلان أبيشوف على موقع AS.com (الإسبانية)